# Château de Gonnord
Le château de Gonnord est un château situé à Chemillé-en-Anjou (Valanjou), en France.

## Localisation
Le château est situé dans le département français de Maine-et-Loire, sur la commune de Chemillé-en-Anjou.

## Description
L'édifice comporte une salle de théâtre, un jeu de boule de fort et un parc avec un étang. 

## Historique
Un château existait depuis le XIe siècle à cet emplacement, mais il a été pillé et détruit pendant la Guerre de Cent Ans. Il fut reconstruit sur un plan carré, avec de hautes tours, à partir du XVe siècle.
Plusieurs familles s'y succédèrent : les du Bellay ; les Cossé-Brissac, dont Artus de Cossé-Brissac (qui y meurt en 1582) ; les La Forest d'Armaillé.
Le château est de nouveau détruit lors des guerres de religion. En 1575, Artus de Cossé-Brissac entreprend sa reconstruction dans le style Renaissance italienne. Il aménage la cour avec des arcades, dont l'une est surmontée de la devise des Cossé : « Avecque le temps… »
Charles IX y passe en octobre 1565 et son dernier frère le duc d'Anjou, en 1580. Henri IV y séjourne également en 1589.
La gestion du château était confiée à un receveur fiscal, poste occupé pendant des générations par les Dudoyer : Joseph en 1704, puis son fils Joseph et son petit-fils Étienne, le beau-père de l'armateur Jean Peltier Dudoyer.
Lors des guerres de Vendée, le château, incendié à deux reprises, n'est pas reconstruit. Au XIXe siècle, il est en ruines ; on vient s'y servir en pierres, et seule la façade sud est encore debout.
C'est au début du XXe siècle que la toiture est refaite et qu'on y aménage un cercle de jeu de boule de fort au rez-de-chaussée. La commune achète le château et aménage les abords de l'étang.
L'édifice est inscrit au titre des monuments historiques en 1926.

## Galerie

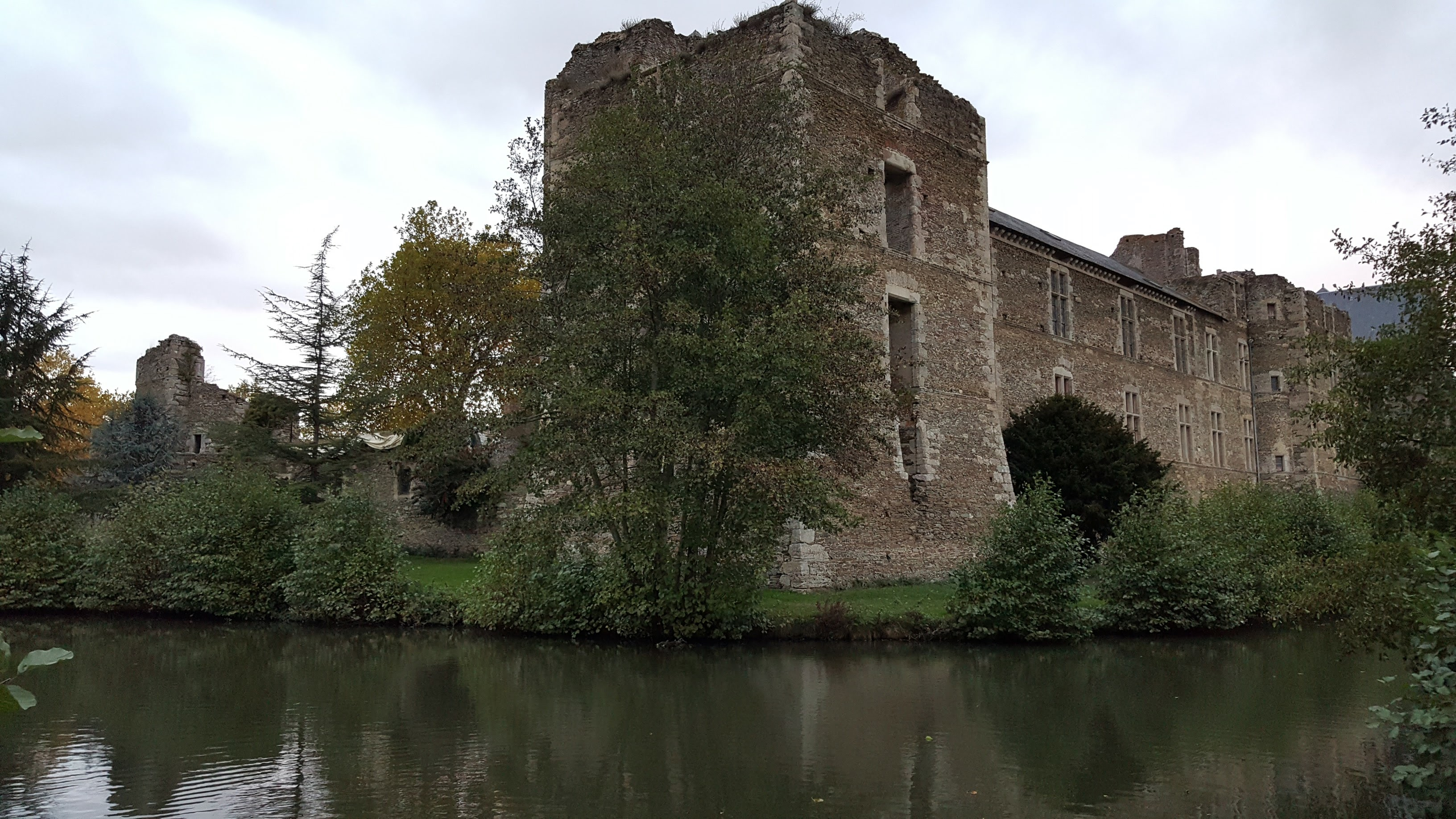
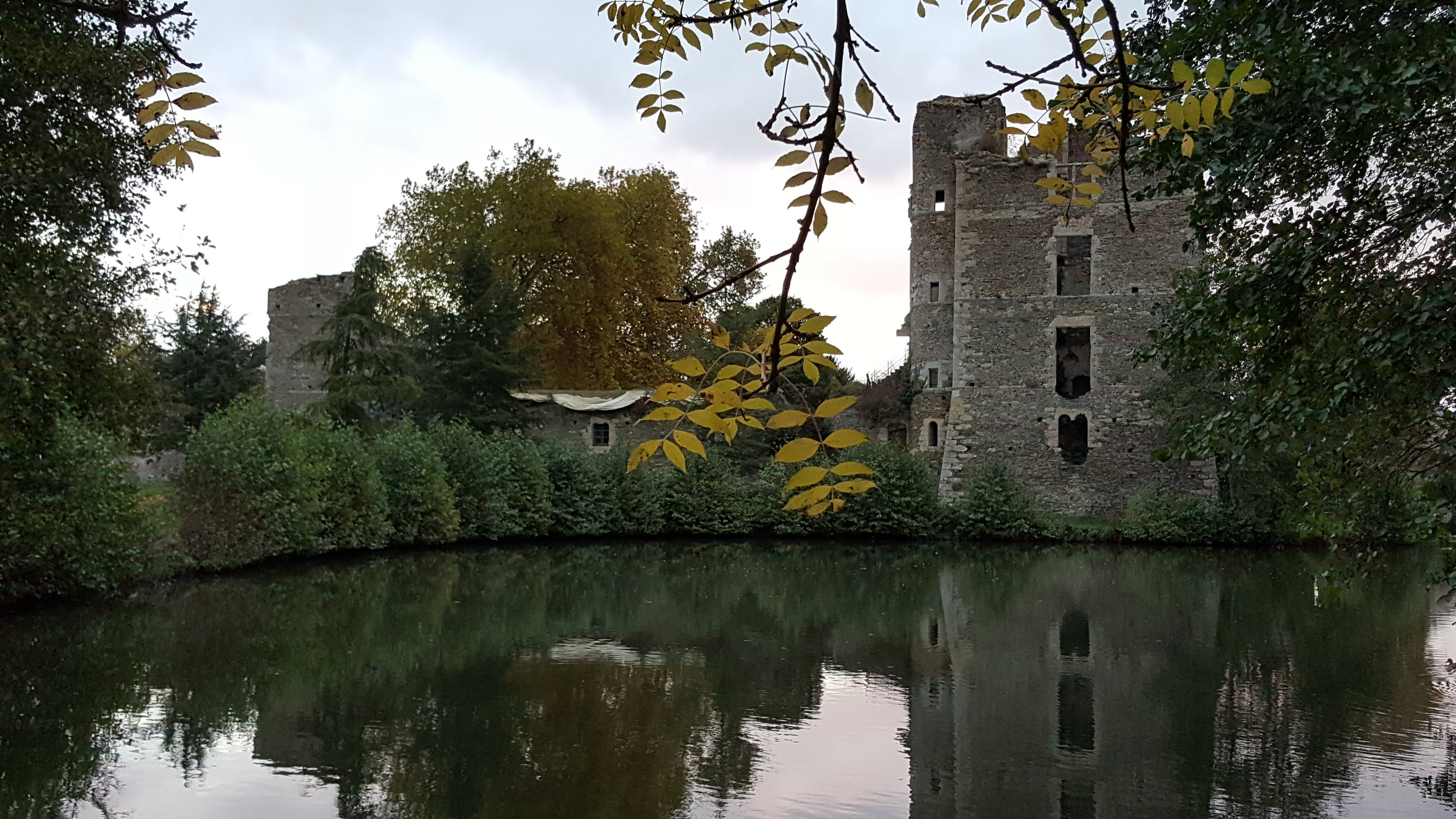
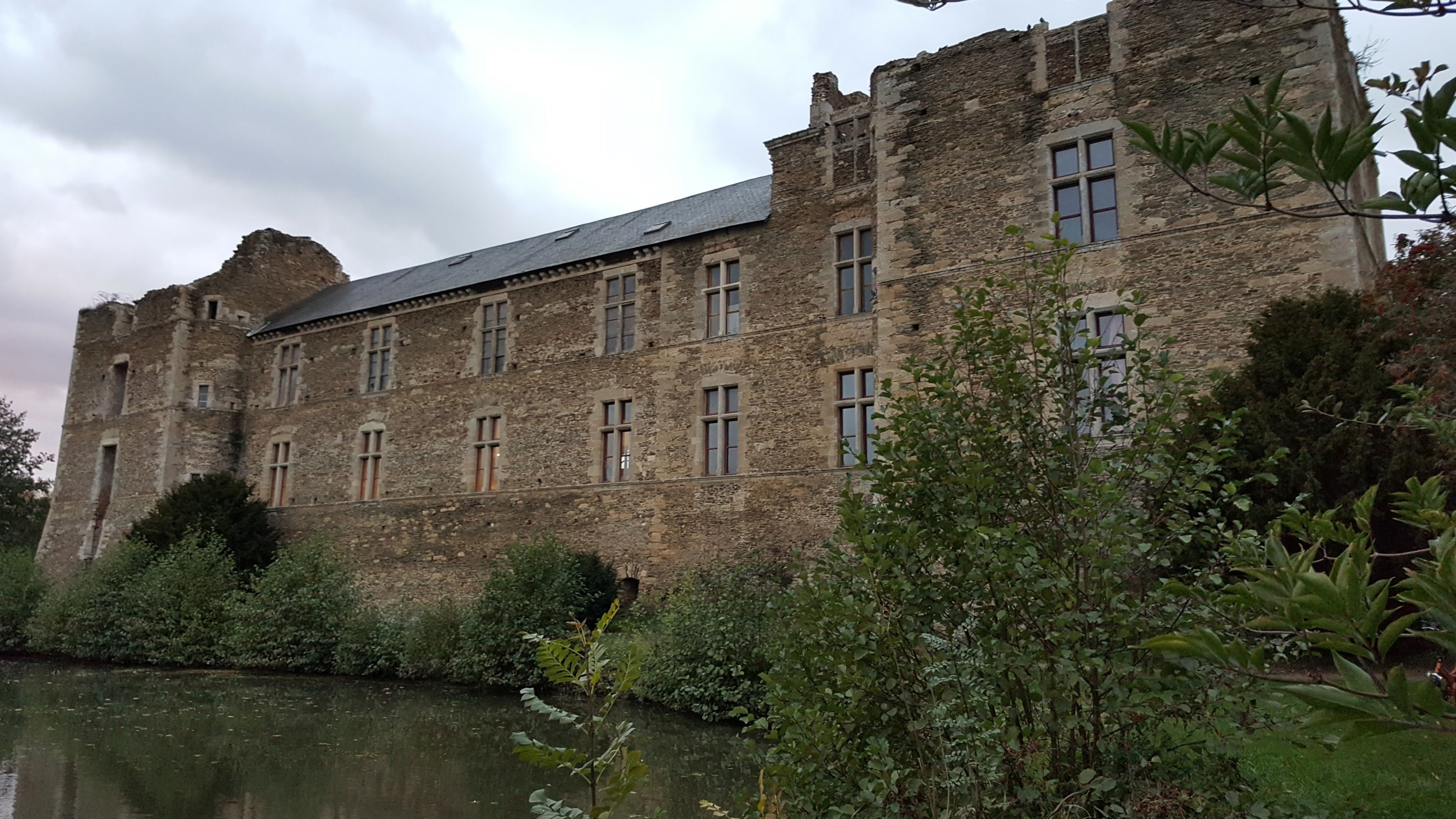
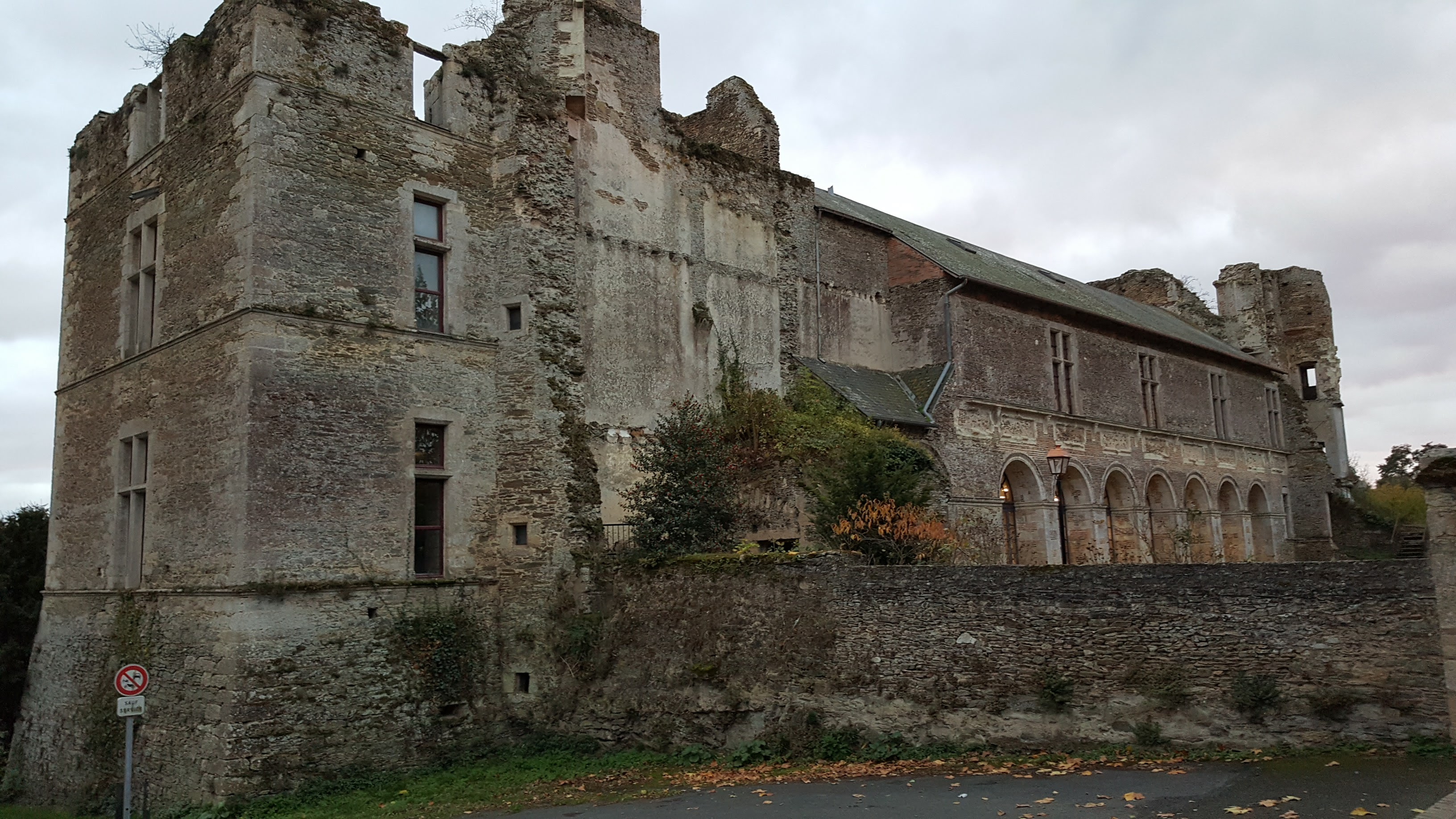
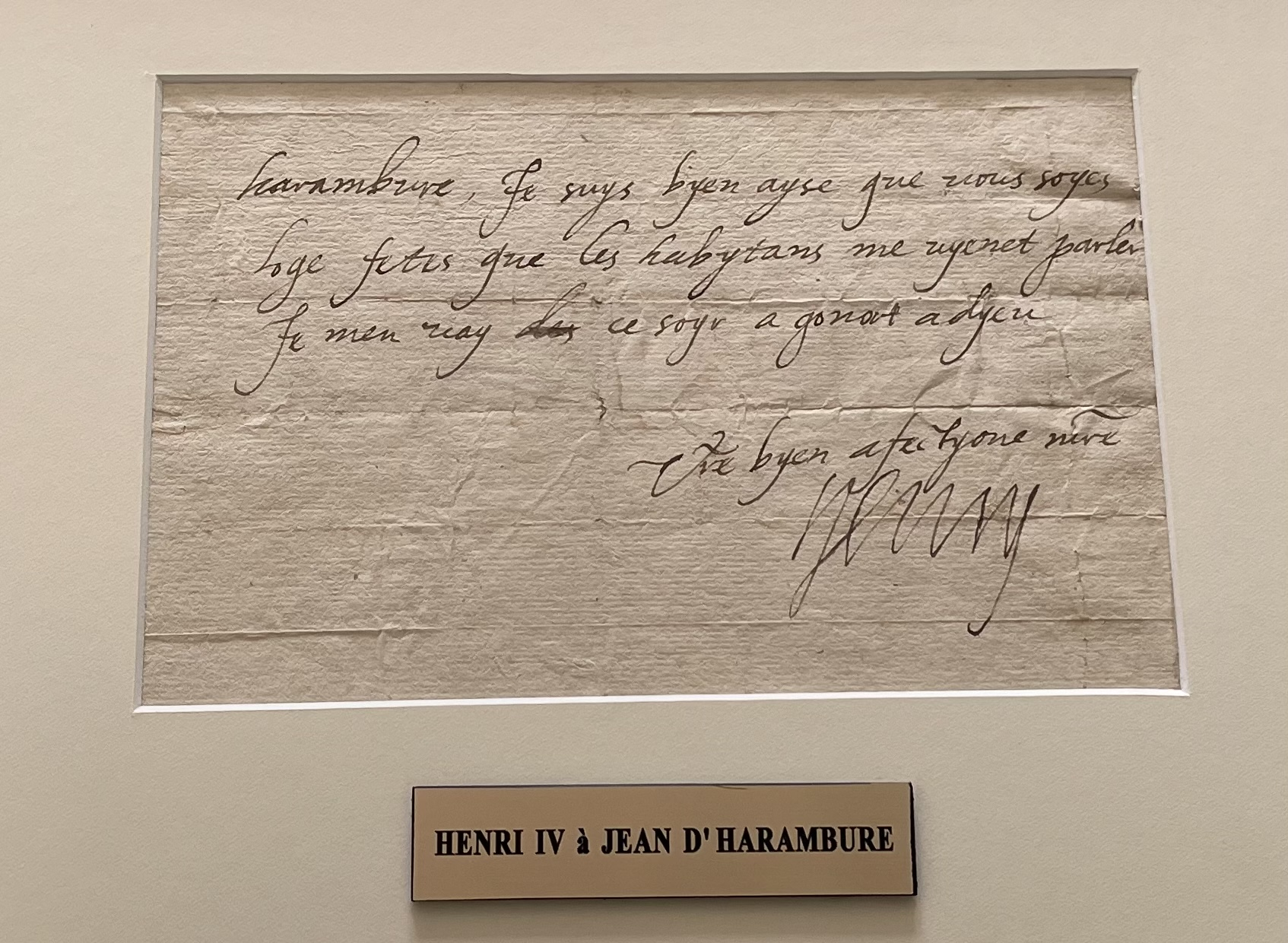
Lettre de Henri IV indiquant qu'il part pour Gonnord (collection privée)